# Under falsk flagg (film, 1935)
Under falsk flagg är en svensk komedifilm från 1935 i regi av Gustaf Molander. I huvudrollerna ses Tutta Rolf, Allan Bohlin och Ernst Eklund.

## Handling
Grafologen Harry Jonsson som tillfälligtvis delar en större villa med Bertil Lagergren studerar en bild på den kände finansmannen van Dienem. Han säger sig se på bildens namnteckning att han är en svindlare. När han tittar på Bertils namnteckning ser han där bland annat tecken på lättsinne och äventyrlighet samt att han är flickjägare. De är rädda för kravbrev, men får denna morgon lugnande besked. De får stanna ett par månader till. Harry säger att han önskar att han kunde få jobb på den bank där Bertil arbetar, varvid Bertil fyller i: så kunde du studera namnteckningarna på växlarna? Då blev det inte så många protester säger Harry.
På banken ser vi Bertil och hans medanställda. Det är den pedantiska och plikttrogna grå kontorsråttan Maud, den sportiga Gunvor samt den lättsinniga Britta, som flirtar öppet med Bertil och skriver lappar till honom. Bertil avvisar hennes närmanden och skriver en lapp tillbaka att han inte accepterar missförstånd som det med Brinck. När avdelningschefen Brinck kommer in i rummet gör sig Britta till för honom. Bertil får order att gå hem till bankdirektören med några papper.
Bankdirektören möter sin dotter Margot vid stationen. Hon har varit borta två år i Paris och föredrar nu att gå hem till fots eftersom hon har längtat efter att trampa Stockholms gator. När hon går hemåt egen hand råkar hon möta Bertil framför ett skyltfönster, från vilket man hör Sven-Olof Sandberg sjunga ”Det sjunger någonting inom mig”. De växlar blickar och han ställer sig bredvid henne. Tjusigt säger han, men hon tycker helt kallt att det inte alls är så. Han börjar sjunga men det verkar inte beröra henne först, men anblicken av några lekande barn väcker ett visst leende hos henne när de står framför en affisch som annonserar om ”Kärlek vid första ögonkastet”. Han pekar på den men hon bara knycker på nacken. Medan han tar ett beställningskort av en kanonfotograf som förevigat dem hinner hon försvinna.
De träffas åter, nu utanför bankdirektörens villa. Han menar att nu är det hon som förföljer honom. Han säger han har ett ärende och hon följer med in. Bertil blir nervös då han tar henne för en inkräktare och ber henne gå. Hon får honom då att tro att hon är där för att tigga jobb, för ”vad ska en fattig flicka göra?”. Han har tidigare gett henne intryck att ha en viktig ställning på banken och lovar nu hjälpa henne. När direktören kommer schasar han undan henne i ett rum bredvid, men Bertil reagerar sedan så underligt att direktören undrar hur det är fatt.
Margot kommer på besök hos Bertil och Harry. Bertil försöker först uppträda som en direktör ute i trädgården men en regnskur tvingar in dem i den tomma villan och Bertil måste tillstå att han bara är en vanlig bankställd. Hon frågar om han sett den väntade direktörsdottern och han säger då lögnaktigt, att det hade han, och allt hennes bagage. Men han är inte intresserad av en sån där lyxparasit, säger han.
Hemma hos sin pappa upprepar Margot Bertils ord och säger att hon inte vill vara en lyxparasit, hon vill vara en nyttig människa och känna sig som en enkel kontorsmänniska. Hon ber om ett jobb på banken och får det, men på ett villkor: hon måste klara sig på sin lön och då hon först får veta hur lite de bankställda tjänar tycker hon det är oanständigt. Hon ser till att hon hamnar på utlandsavdelningen där Bertil arbetar.
På banken diskuterar styrelsen en stor kredit till van Dienem. Trots direktörens invändningar röstar styrelsen för att bevilja lånet på 80 miljoner. Margot introduceras av Brinck och blir omedelbart betraktad med misstänksamma blickar av Britta. Maud hjälper Margot att skaffa ett rum på fru Johanssons pensionat där hon själv bor. Hon kommer dit i sällskap av Bertil och Harry. Han får se hennes namnteckning och säger sig utläsa att hon har förfärlig energi när hon vill någonting, är ovanligt klämmig och renhårig men inte alltid uppriktig. De har inflyttningsfest där Harry blivit ihop med Maud och fått henne att leva upp.
På kontoret intrigeras det. Brinck försöker stöta på Margot när hon skall ta diktamen, men får nej. Bertil rycker därvid upp dörren till hans rum, vilket väcker Brincks irritation. Britta gömmer några papper för att få Margot att framstå som slarvig men avslöjas. Efter all turbulens bjuder Bertil ut Margot som tröst. Hon säger hon är pank och det är han med, men finner på bot. De går på matutställning och gratisäter och åker sedan ut på tomtvisning till ett område med nya egnahem i funkisstil. Där stöter de samman med Harry och Maud, som är ute och spekulerar på egen bostad, och sedan stöter de på bankdirektören. Han uppträder kärvänligt mot Margot vilket väcker Bertils misstankar. Fadern avslöjar dock i förtrolighet för Margot att han tycker Bertil är rejäl.
Bankpersonalen blir inbjuden hem till direktören, alla utom Margot, vilket väcker en del diskussion, men man beslutar sig dock för att gå. Man börjar dansa när Brinck kommer in vilket ger honom anledning att nu avskeda Margot. Direktören kommer in men finner sig och säger att om Brinck beslutat så får hon gå med en gång. Hon försvinner, och när Bertil senare söker henne hos fru Johansson får han besked att hon försvunnit. Hon har en annan, en bankdirektör ”Kalle” avslöjar värdinnan. Bertil beslutar sig för att inte gå på festen.
Hemma hos Hammar avslöjar nu Margot för Brinck och Britta vem hon egentligen är, sedan de hotat att se till hon skall bli utkastad. Brinck blir förfärligt generad, särskilt när direktören gör klart att han vet vilken ökänd flickjägare Brinck egentligen är. Plötsligt får direktören ett telefonsamtal om att van Dienem häktats för förfalskning. Bertil som samtidigt hört samma nyhet på radion hastar nu hem till direktören och erkänner för honom att han begått ett tjänstefel. Han har i all uppståndelse glömt skicka kontraktet till van Dienem. Detta har räddat banken, och när sedan Bertil får reda på hur det egentligen förhåller sig mellan Margot och hennes bankdirektör, kan allting sluta lyckligt.

## Om filmen
Denna förvecklingsfilm fick överlag ett gott mottagande av dåtidens kritiker. Den hade Sverigepremiär i Göteborg den 13 augusti 1935.

## Rollista i urval
- Tutta Rolf - Margot Hammar / Margot Hammarström
- Ernst Eklund - Karl Hammar
- Allan Bohlin - Bertil Lagergren
- Nils Ericson - Harry Jonsson
- Karin Kavli - Britta Lundgren
- Anna Lindahl - Maud Billing
- Carin Swensson - Gunvor Berg
- Erik "Bullen" Berglund - avdelningschef Brinck
- Richard Lund - personalchef
- Constance Gibson - Fru Johansson
- Eric Gustafson - Lundblom
- Wiktor "Kulörten" Andersson - Andersson
- Jullan Jonsson - Husa
- Sonja Claesson - Kock
- Erik Rosén - Greve Gylling